# Église Santa Maria Regina della Famiglia
L'église Santa Maria Regina della Famiglia (en italien : Chiesa di Santa Maria Regina della Famiglia), anciennement chapelle Santa Maria Regina della Famiglia (en italien : Capella di Santa Maria Regina della Famiglia), est une église du Vatican située à l'arrière du Palais du Gouvernorat du Vatican, dans les jardins du Vatican.
Elle est l'œuvre de l'architecte Giuseppe Momo entre 1926 et 1931, sous le pape Pie XI. Momo est aussi l'architecte du Palais du Gouvernorat du Vatican, dont l'usage a été décidé à la suite des Accords du Latran.
En 2007, la chapelle est devenue église à la suite d'un projet de restauration à la demande du pape Benoît XVI.